# دوري البطولة الإنجليزية 1980
دوري البطولة الإنجليزية 1980 (بالفنلندية: Jalkapallon Mestaruussarjan kausi 1980) هو الموسم 71 من دوري البطولة الإنجليزية ‏. أشرف على تنظيمه اتحاد فنلندا لكرة القدم، وكان عدد الأندية المشاركة فيه 12، وفاز فيه Oulun Palloseura ‏.